# 사법관

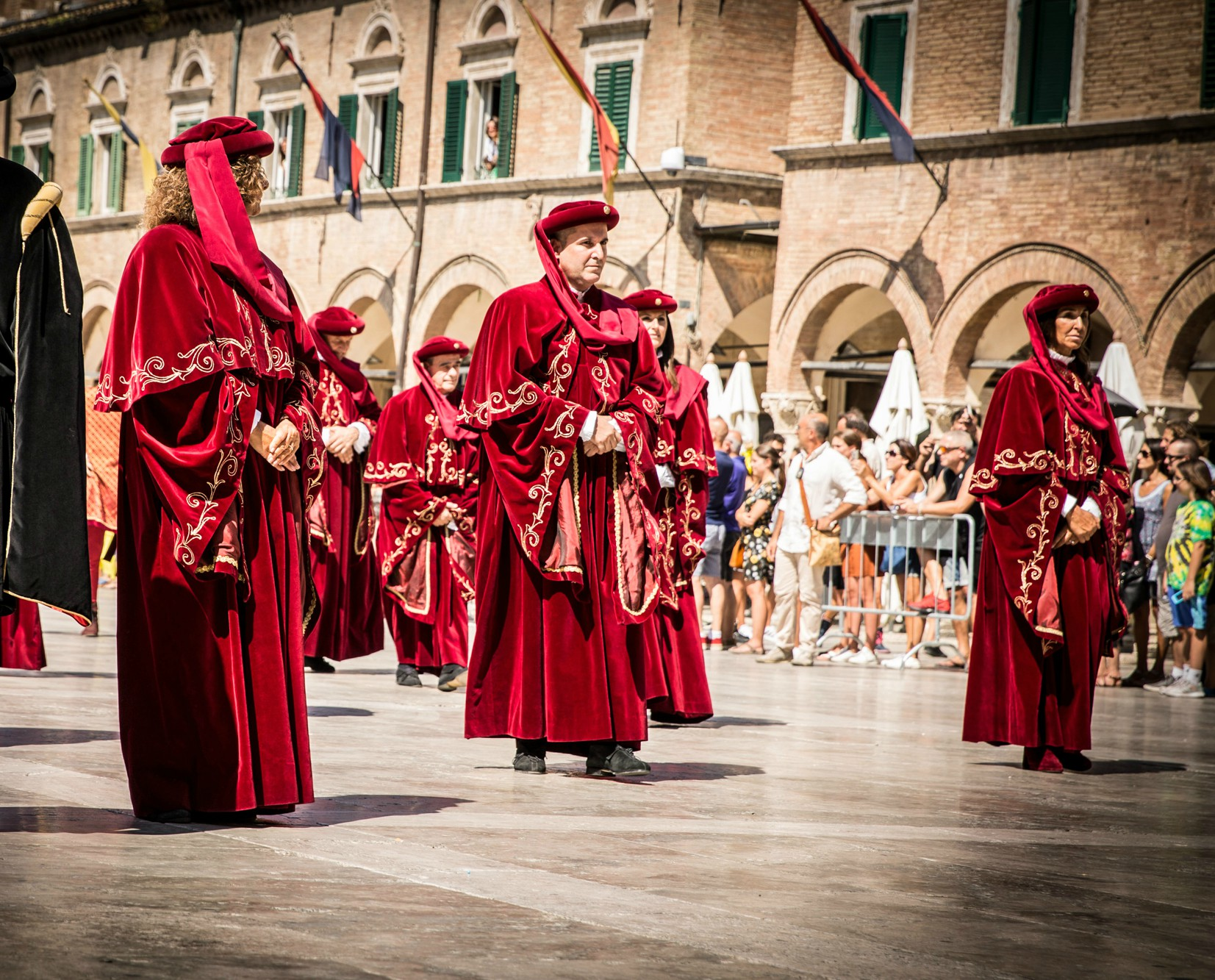
이탈리아 Ascoli Piceno의 사법관

사법관(司法官, 프랑스어: Magistrats, 이탈리아어: Magistrato)은 프랑스, 이탈리아 등 대륙법계 국가에서 법관과 검사를 아울러 사법권을 행사하는 관직으로 일컫는 표현이다.

## 유래
공화정 로마의 정무관(政務官, Magistratus)으로부터 유래된 표현이다. 공화정 로마의 정무관은 행정적 통치기능을 담당하는 집정관, 조영관이나 사법적 재판기능을 담당하는 법무관을 아우르는 개념이었다. 이처럼 법과 행정을 모두 다루는 정무관으로서의 개념은 영미의 보통법계와 유럽의 대륙법계에서 각기 다른 개념으로 발전하게 된다. 영미법계는 일반인 피해자가 가해자를 직접 법원에 기소하는 사소(私訴, private prosecution) 문화가 오랫동안 이어져 온 탓에 검찰의 공소(公訴, public prosecution)를 피해자 측과 가해자 측이 동등하게 다투는 당사자주의적 관점에서 이해하였다. 이에 영미법계는 법관의 재판기능과 검찰의 공소 및 수사기능을 전혀 다른 것으로 여겨오며, Magistrate라는 단어를 법관 또는 치안판사를 칭하는 표현으로 사용해왔을 뿐, 검사를 포함하는 표현으로는 사용하지 않았다. 그러나 프랑스 등 규문주의, 직권주의적 형사재판에 익숙한 대륙법계 국가들은 법관과 검사를 형사재판에서 사법권을 행사하는 공동의 주체로서 여겨왔고, 이에 Magistrate라는 표현을 법관과 검사를 모두 아우르는 '사법관'이라는 의미로 사용해오고 있다.

## 나라별 사법관

### 프랑스
프랑스는 헌법 제8장 '사법권(De l'autorité judiciaire)'에서 일반법원 법관(Magistrats du Siège)과 검사(Magistrats du Parquet)를 아우르는 관직으로서 '사법관(프랑스어: Magistrats)'이라는 직위를 두고 그 사법관이 행사하는 권한만을 형식적인 의미에서의 사법권으로 여겨왔다. 이에 프랑스는 2006년 전까지 민사, 형사 사건을 관할하는 일반법원의 최고법원인 파기원 산하의 법관만을 국립사법관양성소(École nationale de la magistrature)를 졸업하고 헌법 제8장 제64조 제2항에 따른 최고사법관회의(Conseil supérieur de la magistrature)의 동의를 얻어 임명된 사법관으로서 진정한 법관으로 여겨왔고, 행정소송 사건을 관할하는 행정법원의 최고법원인 국사원 산하의 법관들은 법관이 아닌 행정부 공무원 정도로 여겨왔다. 그러나 행정소송에서도 독립적이고 공정한 재판을 할 필요성이 인정됨에 따라, 2006년부터 개혁을 거쳐 프랑스 행정법원의 법관 지위는 프랑스 일반법원의 법관 지위와 동등한 수준으로 향상되었다. 이에 따라 현재 프랑스 행정법원의 법관은 프랑스 행정소송법 제222-1조 등에서 행정사건에 대한 사법관(프랑스어: magistrat administratif, magistrat des juridictions administratives) 등으로 호칭되고 있다.

### 이탈리아
검사를 사법부의 일부로 여기는 대륙법계의 전통이 현재까지 살아있는 또 다른 사례는 이탈리아다. 이탈리아는 헌법 제4장 '사법(la Magistratura)' 아래 제107조 제4항에서 검사를 규정함으로써 사법부의 구성원(Le nomine dei magistrati)에 검사(pubblico ministero)를 포함시키며, 검사에게 법관과 동등한 수준의 독립성을 부여하고 있다.

### 대한민국
대한민국은 해방 전 일본제국의 고등문관시험에서 유래된 고등고시 사법과 시험을 1960년대까지 실시하였으며, 이에 합격한 인원들 중 1950년대에는 사법관시보의임명수습고시규정(1949. 12. 15. 제정 대통령령 제236호)에 따라, 1960년대에는 사법관시보의임명수습고시에관한규칙(1962. 12. 30. 제정 대법원규칙 제92호)에 따라 판사 또는 검사 임용예정자인 사람들을 통칭하여 '사법관시보(司法官試補)'라고 하였다. 
이렇게 선발된 '사법관시보'들은 판사 또는 검사 예비인력으로 법원과 검찰에서 실무수습을 받은 뒤 판사 또는 검사에 지원할 수 있었는데, 이처럼 판사와 검사를 아울러 '사법관'이라고 칭했던 것은 검찰기능을 법원의 재판기능(사법작용) 중 일부로 여겨온 대륙법적인 사법관 전통의 연장선상에 있다. 오늘날에도 검찰을 준(準)사법기관이라고 하여 다른 행정부 공무원들과 다른 지위에 있는 특별한 존재로 여기는 것도 대한민국의 검찰이 역사적으로 영미법계의 전통이 아닌 대륙법계의 전통을 계수하고 있기 때문이다.

## 사법관으로서 검사의 지위
검찰기능을 국가 사법작용의 일종으로 이해하는 프랑스와 이탈리아 등 대륙법계의 전통은 어디까지나 현대 법학에서 전통으로만 남아 있으며, 실제로 프랑스와 이탈리아에서 검사가 '사법권'을 행사하는 사법기관으로서의 지위가 인정되고 있다고 보기는 어렵다. 형사재판의 공정성을 위해 국가의 검찰기능을 재판기능과 분리할 필요성이 대두하고 있기 때문이다. 이러한 변화의 대표적인 사례는 유럽인권법원(European Court of Human Rights, ECHR)이 2010년 Moulin c. France 판결을 통해 프랑스의 검사인 사법관(Magistrats du Parquet)은 유럽인권조약 제5조 제3항에 따른 '법관 또는 법률에 의하여 사법권을 행사할 권한을 부여받은 기타 관헌(judge or other officer authorised by law to exercise judicial power)'에 해당하지 않는다고 판시한 것이다. 이처럼 각 국의 법체계를 비교하는 비교법학적 시각에서 검사를 사법부의 일부로서 인정하기는 점점 어려워지고 있으며, 프랑스 내부의 판결들도 점차 사법부 구성원으로서 검사의 지위를 인정하지 않는 입장을 보이고 있다. 그러나 이는 검사가 사법권을 행사하는 사법부의 일원이 아니라는 것이고, 따라서 사법부와 동일한 독립성을 보장받지 못한다는 것일 뿐, 검찰조직 및 검사에 대한 독립성의 개념이 완전히 부정되어야 한다는 뜻은 아니다. 검찰조직 및 개별 검사의 독립성에 관한 베니스 위원회의 2010년 기준에 따르면 기소의 독립성을 비롯한 검찰의 독립성에 대한 보장은 현대 형사사법체계의 적정한 운용에 있어 국제적으로도 중요한 요소에 해당한다.

## 같이 보기
- 사법 (국가 작용)
- 법관
- 예심판사
- 검사